# Jost Weyer
Jost Weyer (* 21. Mai 1936 in Hamburg) ist ein deutscher Chemiehistoriker und Chemiker.

## Leben
Weyer studierte Chemie und promovierte 1967 über „Selektive katalytische Oxidation der 1,6-Anhydro-β-D-Hexopyranosen“  bei Hans Paulsen und Kurt Heyns in Hamburg. Danach wandte er sich der Chemiegeschichte zu; ab 1970 war er zunächst Wissenschaftlicher Rat, dann Oberrat und Professor am Institut für die Geschichte der Naturwissenschaften der Universität Hamburg. Im Jahr 1981 habilitierte er sich in Hamburg. Im Jahr 1999 wurde er emeritiert.
Weyer befasst sich vor allem mit der Geschichte der Alchemie. Zeitweilig war er Vorsitzender der Fachgruppe „Geschichte der Chemie“ der Gesellschaft Deutscher Chemiker.

## Akademische Ämter
- 1973–1974 Geschäftsführender Direktor (kommissarisch) des Institutes für die Geschichte der Naturwissenschaften der Universität Hamburg
- 1989–1992 Geschäftsführender Direktor des Institutes für die Geschichte der Naturwissenschaften der Universität Hamburg

## Veröffentlichungen (Auswahl)
- Neue Konzeptionen der Chemiegeschichtsschreibung im 19. Jahrhundert: Trommsdorff, Hoefer und Kopp. In: Rete, Band 1, Heft 1, 1971, S. 33–50 und 44–50.
- Prinzipien und Methoden des Chemiehistorikers. In: Chemie in unserer Zeit. Band 6, Nr. 6, Dezember 1972, S. 185–190.
- Neuere Interpretationsmöglichkeiten der Alchemie. In: Chemie in unserer Zeit. Band 7, Nr. 6, Dezember 1973, S. 177–181 (über Interpretationen der Alchemie durch Arthur John Hopkins (1864–1939), Carl Gustav Jung und Mircea Eliade)
- Chemiegeschichtsschreibung von Wiegleb (1790) bis Partington (1970). Eine Untersuchung über ihre Methoden, Prinzipien und Ziele. Gerstenberg, Hildesheim 1974 (= Arbor scientiarum. Reihe A, Band 3), ISBN 3-8067-0443-0.
- Das Portrait: Joseph Achille Le Bel 1847–1930. In: Chemie in unserer Zeit. Band 8, Nr. 5, Oktober 1974, S. 143–147.
- Die Entwicklung der Chemie zu einer Wissenschaft zwischen 1540 und 1740. In: Berichte zur Wissenschaftsgeschichte. Band 1, 1978, Nr. 1/2, S. 113–121.
- als Hrsg. mit Karl Garbers: Quellengeschichtliches Lesebuch zur Chemie und Alchemie der Araber im Mittelalter. Hamburg 1980 (= Quellengeschichtliche Lesebücher zu den Naturwissenschaften der Araber im Mittelalter, 1).
- Die Alchemie im lateinischen Mittelalter. Ein Überblick, in: Chemie in unserer Zeit, Volume 23, Issue 1, Februar 1989, S. 16–23.
- Alchemie an einem Fürstenhof der Renaissance. Graf Wolfgang II. von Hohenlohe (1546–1610) und Schloß Weikersheim, in: Chemie in unserer Zeit, Volume 26, Issue 5, Oktober 1992, S. 241–249.
- Graf Wolfgang II. von Hohenlohe und die Alchemie. Alchemistische Studien in Schloß Weickersheim 1587–1610. Sigmaringen 1992 (= Forschungen aus Württembergisch Franken, 39).
- Geschichte der Chemie, 2 Bände Springer Heidelberg 2018.
  - Band 1 – Altertum, Mittelalter, 16. bis 18. Jahrhundert ISBN 978-3-662-55798-3
  - Band 2 – 19. und 20. Jahrhundert ISBN 978-3-662-55802-7